# Aspidiophorus mediterraneus
Aspidiophorus mediterraneus is een buikharige uit de familie Chaetonotidae. Het dier komt uit het geslacht Aspidiophorus. Aspidiophorus mediterraneus werd in 1927 voor het eerst wetenschappelijk beschreven door Remane. 